# التینکایا، ماناوگات
التینکایا، ماناوگات (به لاتین: Altınkaya, Manavgat) یک منطقهٔ مسکونی در ترکیه است که در استان آنتالیا واقع شده‌است.